# Ana Beatriz Barbosa Silva
Ana Beatriz Barbosa Silva (Rio de Janeiro, 31 de março de 1966) é uma psiquiatra, palestrante e escritora brasileira. Estudou e se formou na Universidade do Estado do Rio de Janeiro. Em 2009, dois de seus livros estavam entre os mais vendidos no Brasil na categoria "não ficção", conforme a revista Veja.

## Infância
Desde a infância, Barbosa Silva enfrentava problemas relacionados à desatenção, impulsividade e desorganização, características que dificultavam seu desempenho escolar. Descreve-se como uma criança que queria realizar várias atividades ao mesmo tempo, mas frequentemente abandonava projetos inacabados. Além do TDA, também foi diagnosticada com dislexia, o que impactava sua escrita. Relata que mantinha um diário, mas cometia muitos erros ortográficos e repetia sílabas, dificuldades que eram corrigidas rigorosamente por seu pai, professor de português. Sua mãe, por outro lado, incentivava sua criatividade, destacando o conteúdo em vez dos erros gramaticais. Essas dificuldades geraram frustrações, mas não a impediram de seguir a carreira médica e posteriormente se tornar escritora.

## Carreira
Ana Beatriz Barbosa Silva é médica graduada pela Universidade do Estado do Rio de Janeiro (UERJ) com residência em psiquiatria pela Universidade Federal do Rio de Janeiro (UFRJ), professora honoris causa pela UniFMU (SP) e Presidente da Associação dos Estudos do Distúrbio do Déficit de Atenção (AEDDA), diretora técnica das clínicas Medicina do Comportamento do Rio de Janeiro e em São Paulo, onde faz atendimento aos pacientes e supervisão dos profissionais de sua equipe.[carece de fontes?]
Como escritora, realiza palestras, conferências, consultorias e entrevistas nos diversos meios de comunicação, sobre variados temas do comportamento humano. No ano de 2023 organizou seu próprio podcast, apelidado de Podpeople.[carece de fontes?]Beatriz Barbosa é autora de diversos livros de sucesso, tendo vendido mais de um milhão de exemplares e prestado consultoria para novelas da TV Globo, como "Caminho das Índias" e "A Força do Querer", além de ser responsável pela cartilha antibullying do Conselho Nacional de Justiça.

### Formação e diagnóstico de TDA
Ana Beatriz Barbosa Silva formou-se em medicina pela Universidade Estadual do Rio de Janeiro (UERJ) e especializou-se em psiquiatria. Seu diagnóstico de transtorno de déficit de atenção (TDA) ocorreu aos 19 anos, durante a faculdade, em uma situação inusitada. Durante uma viagem a Chicago para um congresso de psiquiatria, inscreveu-se em um curso sobre depressão em adolescentes, mas acabou perdendo a palestra por erro no horário. Em busca de outra opção, entrou em uma apresentação sobre TDA ministrada pelo médico John Ratey. O relato do especialista sobre os sintomas do transtorno fez com que se identificasse imediatamente, levando-a a procurar uma consulta com o próprio palestrante, que confirmou o diagnóstico. Ratey descreveu sua condição como "TDAzéssima", destacando a intensidade de seus sintomas. A partir desse momento, iniciou um tratamento que trouxe mudanças, melhorando sua capacidade de organização e planejamento. Utilizou medicação por cinco anos e, posteriormente, passou a recorrer ao tratamento apenas em momentos específicos, como na finalização de seus livros.

### Mentes Ansiosas
A experiência pessoal com o TDA foi a principal motivação para seu primeiro livro, Mentes Inquietas, publicado em 2003. A obra abordava o transtorno a partir de uma perspectiva acessível e com relatos baseados em sua vivência. O livro enfrentou resistência inicial no mercado editorial, sendo rejeitado por um editor que alegava que o tema não teria apelo comercial. Ele sugeriu que a autora escrevesse sobre compulsão por compras, mas ela recusou a proposta e rompeu o contrato. Determinada a publicar seu trabalho, vendeu seu carro para financiar a impressão de três mil exemplares, que foram comercializados pela internet e rapidamente esgotados. O sucesso foi imediato, com 20 mil cópias vendidas no primeiro mês. Com o tempo, Mentes Inquietas ultrapassou a marca de 200 mil exemplares, consolidando-se como um best-seller. O livro impulsionou sua carreira como escritora, levando-a a explorar outros transtornos mentais em obras posteriores.

#### Acusação de plágio
O psiquiatra Tito Paes de Barros Neto pediu que a Justiça reconhecesse que o livro Mentes Ansiosas, lançado por Ana Beatriz em 2011, plagiava sua obra Sem medo de ter medo, lançada em 2006. O Tribunal de Justiça de São Paulo, em decisão liminar, determinou a suspensão da comercialização do livro Mentes ansiosas. Em 2022, Ana Beatriz foi condenada pelo mesmo tribunal a pagar indenização por danos morais e danos materiais a Tito Paes de Barros Neto. Os desembargadores, que mantiveram a decisão de primeira instância, concluíram que a obra reproduziu trechos do livro Sem Medo de Ter Medo, lançado em 2006 por Tito. Uma perícia, anexada aos autos, apontou que 28 trechos do livro de Tito foram reproduzidos, de forma parcial ou conceitual, na primeira edição de Mentes Ansiosas. A segunda edição reproduziu quatro trechos.
Outro livro objeto de denúncia foi Corações Descontrolados, lançado em 2012. A médica psiquiatra Ana Carolina Barcelos Cavalcante Vieira, que trabalhou com Ana Beatriz, alega que a primeira edição do livro tem trechos que ela escreveu. O livro teve suas vendas interrompidas em março de 2013 pela editora. A 5ª Vara Cível de São Paulo negou o pedido de liminar pela suspensão das vendas. Segundo a editora, a segunda edição do livro teve o trecho suspeito removido, e o livro voltou a ser comercializado em setembro do mesmo ano.

#### Condenação
O Tribunal de Justiça do Estado de São Paulo condenou a psiquiatra Beatriz Barbosa e a editora Objetiva por plágio no caso envolvendo o livro "Mentes Ansiosas".O livro da médica, inicialmente intitulado "Mentes Ansiosas - Medo e Ansiedade Além dos Limites" e publicado pela Objetiva em 2011, teve a venda suspensa em 2012 por decisão liminar do juiz Fernando Bonfietti Izidoro, sendo relançado com novo título pela editora Principium em 2017. O magistrado que determinou a suspensão da obra em 2012 destacou que ambas as publicações apresentavam longos trechos semelhantes, com alterações apenas no estilo da escrita. O juiz Christopher Alexander Roisin determinou que Silva e a editora Objetiva indenizassem Barros Neto em R$ 20 mil por danos morais e materiais. 
O advogado do autor, José de Araujo Novaes Neto, afirmou que recorrerá da decisão para aumentar o valor da indenização e que uma perícia calculará o montante devido pelos danos materiais com base nos lucros obtidos pelas vendas da obra contestada. A defesa da psiquiatra, representada por Sydney Sanches, também anunciou recurso, alegando equívoco na decisão judicial e destacando que a perícia apenas apontou semelhanças, sem considerar que os trechos identificados seriam comuns na literatura médica. Segundo a defesa, a segunda edição de "Mentes Ansiosas" trouxe modificações que não foram levadas em conta no julgamento. Barros Neto, por sua vez, relatou que soube do suposto plágio em 2012, quando uma amiga afirmou ter encontrado um livro idêntico ao seu e que, ao analisar a obra, identificou passagens copiadas, inclusive uma experiência pessoal que teria sido narrada por Silva como se fosse dela. O psiquiatra manifestou indignação com o fato de que a acusada não teria sido afetada profissionalmente pelo caso.

## Obras
- Mentes Inquietas (2003)
- Sorria, Você Está Sendo Filmado (2004)
- Mentes & Manias (2004)
- Mentes Insaciáveis: Anorexia, Bulimia e Compulsão Alimentar (2005)
- Mentes com Medo: Da Compreensão à Superação (2006)
- Mentes Perigosas: O Psicopata Mora ao Lado (2008)
- Mentes Inquietas: TDAH - Desatenção, Hiperatividade e Impulsividade (2009)
- Mentes Perigosas nas Escolas: Bullying (2010)
- Mentes Ansiosas: Medo e Ansiedade Além dos Limites (2011)
- Mundo Singular - Entenda O Autismo (2012)
- Corações Descontrolados: Ciúmes, Raiva, Impulsividade - o Jeito Borderline de Ser (2012)
- Mentes Consumistas - do consumismo à compulsão por compras (2014)
- Mentes Depressivas - As três dimensões da doença do século (2016)
- Felicidade: Ciência e prática para uma vida feliz - (2022)